# Thomas Grey
Thomas Grey, séptimo barón Ferrers de Groby, I conde de Huntingdon, y I marqués de Dorset (¿? 1453 - 20 de septiembre de 1501), fue un noble inglés, cortesano y el hijo mayor de Isabel Woodville y su esposo Sir Juan Grey de Groby. Su segundo matrimonio con el rey Eduardo IV la hizo reina consorte de Inglaterra, elevando así el estado de Grey en la corte y en el reino como el hijastro del rey. A través de los diligentes esfuerzos de su madre, hizo dos matrimonios materialmente ventajosos con ricas herederas - su primera esposa fue Ana Holland (hija de la hermana del rey, Ana de York, duquesa de Exeter), y su segunda esposa, fue Cecily Bonville, séptima baronesa Harington. Con su segunda esposa tuvo 14 hijos.

## Familia
Thomas Grey nació en 1453 en Groby Old Hall en el pueblo de Groby, Leicestershire, como el hijo mayor de Sir Juan Grey de Groby y su esposa Isabel Woodville, quien más tarde se convirtió en reina consorte de Eduardo IV de Inglaterra. Su hermano más joven, Sir Ricardo Grey (1457-1483), fue detenido por Ricardo, duque de Gloucester el 30 de abril de 1483, tras ser acusado de conspirar para hacerse con el trono. Las fuerzas de Gloucester más tarde ejecutaron a Ricardo Grey en el castillo de Pontefract. Los hermanos Grey tenían diez medio-hermanos por el matrimonio de su madre con Eduardo IV.

## Carrera
Su madre trató de mejorar sus propiedades con los métodos convencionales de su clase y el tiempo, a través de sus matrimonios y compra de tutelas.
A la muerte de su padrastro, Eduardo IV, su medio-hermano Eduardo V de 12 años de edad, ascendió al trono el 9 de abril de 1483, Grey fue incapaz de mantener la posición de su familia. No fue posible organizar una regencia Yorkista. Las luchas internas, sobre todo la larga batalla por la supremacía establecida en Leicestershire entre las familias Grey y Hastings, ahora en el escenario nacional, permitió a Gloucester tomar el poder y usurpar el trono. El 25 de junio de 1483, una asamblea del Parlamento declaró a Ricardo III como el rey legítimo, y su tío Antonio Woodville, 2.º conde Rivers y su hermano Ricardo Grey, fueron ejecutados. Más tarde, en el verano, sabiendo de la aparente muerte de sus dos jóvenes medio-hermanos, Grey se unió a la rebelión de Enrique Stafford, 2.º duque de Buckingham en contra de Ricardo III. Cuando la rebelión fracasó, huyó a Bretaña para unirse a Enrique Tudor, el futuro Enrique VII, quien se comprometió a casarse con la hermanastra de Grey, Isabel de York y sanar la división Yorkista / Lancaster.
Sin embargo, justo antes de que Enrique y el ejército lancastariano iniciaran su exitosa en última instancia invasión de Inglaterra en agosto de 1485, Grey oyó rumores desde Inglaterra de que su madre había llegado a un acuerdo con Ricardo III, y fue convencido de desertar de Enrique Tudor. Fue interceptado en Compiègne en su camino hacia Inglaterra y no jugó ningún papel en la invasión y posterior derrocamiento de Ricardo III. Por lo que Grey fue enviado a París, en garantía de la devolución de un préstamo otorgado a Enrique Tudor por el gobierno francés, sin poder regresar a su hogar hasta que Enrique VII fue instalado con seguridad como rey de Inglaterra.
Posteriormente Enrique VII tuvo mucho cuidado de mantener al medio-hermano de la reina bajo control y a Grey no se le permitió recuperar su antigua influencia. Thomas Grey fue encerrado en la Torre en 1487 durante el alzamiento de Lambert Simnel, y no fue liberado hasta después de la victoria de la Casa de Tudor en la batalla de Stoke. A pesar de que acompañó al rey en su expedición a Francia en 1492, donde fue obligado a comprometerse por escrito de asegurar que no había cometido traición. Se le permitió contribuir a la supresión de la rebelión de Cornish en 1497.
Thomas Grey, marqués de Dorset, murió en Londres el 20 de septiembre de 1501, cerca de los 48 años de edad, y fue enterrado en la iglesia colegiata de Astley, Warwickshire. Su esposa le sobrevivió y se casó con el primo de Grey, Enrique Stafford, más tarde conde de Wiltshire.

## Matrimonio e hijos
Su madre trató de proporcionarle matrimonios con herederas ricas. Se casó en primer lugar, en Greenwich, en octubre de 1466, con Lady Ana Holland (c.1455 - c.1474), la única hija de Henry Holland, 3.er duque de Exeter, y de Ana de York. Su suegra era el segundo descendiente y la hija mayor sobreviviente de Ricardo de York, y Cecilia Neville, por lo tanto hermana del segundo marido de su madre, el rey Eduardo IV.
Después que Ana Holland murió joven sin descendencia, Thomas se casó en segundo lugar, por dispensa papal el 5 de septiembre de 1474, con Cecily Bonville, 7.ª baronesa Harington de Aldingham y 2.ª baronesa Bonville, la heredera más rica de Inglaterra. Cecily Bonville, nació en 1461, y fue la hija y heredera de William Bonville, 6.º barón Harington, con su esposa Catalina Neville, hija de Richard y Alice Neville, V condes de Salisbury. Catalina era hermana del futuro conde de Warwick y así tía de sus hijas.
Con su segunda esposa Grey tuvo siete hijos y siete hijas:
1. Lord Eduardo Grey, hijo mayor y heredero, que murió antes de 1517 y fue enterrado en la iglesia de St. Clement Danes, Londres. Se casó con Ana (nacida Jerningham), hija de Sir Eduardo Jerningham ( m. 6 de enero de 1515) de Somerleyton, Suffolk, con Margarita Bedingfield ( m. 24 de marzo de 1504), con quien no tuvo hijos. Después de su muerte ella se volvió a casar en cuatro ocasiones, en primer lugar, con un esposo de apellido Berkeley, en segundo lugar con Henry Barley († 12 de noviembre de 1529), de Albury, Hertfordshire,[6] en tercer lugar, con Sir Robert Drury, y en cuarto lugar con Sir Edmundo Walsingham[7][8][9][10][11]
2. Antonio Grey, que murió antes que su padre.
3. Thomas Grey, II marqués de Dorset ( 22 de junio de 1477 - 22 de junio de 1530), se casó en primer lugar con, Leonor Saint John, con quien no tuvo descendencia, y en segundo lugar con Margarita Wotton, viuda de William Medley, escudero, y la hija de Sir Robert Wotton con Anne Belknap, hija de Henry Belknap escudero, con quien tuvo cuatro hijos, entre ellos Enrique Grey, 1.er duque de Suffolk, el padre de Juana Grey, y cuatro hijas.[12]
4. Sir Ricardo Grey, quien se casó con Florencia Pudsey. Se le menciona en el testamento de su hermano, Sir Juan Grey.[13]
5. Sir Juan Grey, que se casó en primer lugar, con Isabel Catesby, viuda de Roger Wake († 16 de mayo de 1504) de Blisworth, Northamptonshire, y la hija de Sir William Catesby, y en segundo lugar con Ana Barley o Barlee (d. 1557 o 1558), viuda de Sir Roberto Sheffield de Butterwick, Lincolnshire, Presidente de la Cámara de los Comunes. Grey aparentemente no tuvo ningún hijo de sus esposas, así como en su testamento con fecha 3 de marzo de 1523 no hace mención de niños. Después de la muerte de Grey su viuda, Ana se casó con Sir Ricardo Clement de Ightham Mote, Kent.[14][15]
6. Leonardo Grey, 1.er vizconde Grane (c.1490 - 28 de junio de 1541),[16] Según Richardson, Grey se casó en primer lugar, con Isabel Arundel, viuda de Sir Giles Daubeney, y en segundo lugar con Leonor Sutton, hija de Eduardo Sutton, segundo barón Dudley y Cecilia Willoughby, hija y co-heredera de Sir William Willoughby. Sin embargo de acuerdo a Lyons no está claro si Grey alguna vez se casó.[17] Se le menciona en el testamento de su hermano, Sir Juan Grey. Él sirvió como Lord teniente de Irlanda.
7. Jorge Grey, en las órdenes sagradas. Se le menciona en el testamento de su hermano, Sir Juan Grey.
8. Cecilia Grey ( m. 28 de abril de 1554 ), se casó con John Sutton, 3.er barón Dudley.
9. Bridget Grey, se cree que murió joven.
10. Dorotea Grey (1480-1552), se casó en primer lugar, con Roberto Willoughby, 2.º barón Willoughby de Broke, con quien tuvo descendencia, y en segundo lugar con William Blount, cuarto barón Mountjoy.
11. Isabel Grey, que se casó con Gerald FitzGerald, 9.º conde de Kildare.
12. Margaret Grey, que se casó con Ricardo Wake, escudero. Ella es mencionada como Margaret Grey, en la voluntad de su hermano, Sir Juan Grey.
13. Leonor Grey (d. de diciembre de 1503), se casó como la primera esposa, de Sir John Arundell († 8 de febrero de 1545), de Lanherne, Cornualles, con el cual ella era la madre de dos hijos y una hija, Sir John Arundell ( c 0,1500-1.557 ); Thomas Arundell, que se casó con Margaret Howard, hija y co-heredera de Lord Edmund Howard, y la hermana de Catalina Howard, quinta esposa del rey Enrique VIII de Inglaterra y Elizabeth Arundel, que se casó con Sir Ricardo Edgecombe.[18]
14. María Grey (1493 - 22 de febrero de 1538), se casó con Walter Devereux, 1.er vizconde Hereford.